# Crataegus pallasii
Crataegus pallasii är en rosväxtart som beskrevs av August Heinrich Rudolf Grisebach. Crataegus pallasii ingår i Hagtornssläktet som ingår i familjen rosväxter. Inga underarter finns listade i Catalogue of Life.